# Шейн, Реджайна
Реджайна Шейн-Гиллинсон (англ. Regina Schein-Gillinson, урождённая Ревекка Шейн, в первом браке Регина Фельдман, нем. Regina Feldman; 30 апреля 1908, Цюрих — 7 апреля 1999, Лондон) — британская виолончелистка швейцарского происхождения.
Родилась в семье еврейских эмигрантов, недавно перебравшихся в Швейцарию. Отец, Абрам Нехемия Шайн (1880—1949), в 1905 году прибыл в Цюрих из Екатеринослава и был скрипачом. Мать, Хана Двойра Ревинзон (1881—1928), родилась в Петропавловске; музыкантами, выступавшими в том числе и семейным трио, были её братья Гирш (1885—1961, скрипка), Йозеф Лейб (1893—1972, виолончель, ученик Юлиуса Кленгеля) и Йонас (1897—1979, скрипка, фортепиано, саксофон). Музыке выучили всех трёх дочерей, впоследствии отец выступал с ними в ансамбле: Генриетта (1906—1998) играла на фортепиано, Леонора (Лора) на скрипке, а Регина на виолончели.
С 11-летнего возраста училась у Иоахима Стучевского, в 14 лет вместе с сестрой-пианисткой играла в кинотеатрах в составе инструментального ансамбля под управлением своего отца. Занималась также в Цюрихской консерватории под руководством Фрица Райтца.
В 1929 г. вышла замуж за предпринимателя Йозефа Фельдмана и вместе с мужем переехала в Шанхай, где давала уроки и концертировала, в 1931 г. играла в Шанхайском городском оркестре. В 1931—1935 гг. преподавала в Маниле. Разведясь, в 1935 г. вернулась в Европу и вновь сблизилась со своим учителем Стучевским, жила в Австрии. Перед самым аншлюсом вместе со Стучевским бежала в Швейцарию, где они в 1938 году поженились, после чего уехали в Палестину.
В Палестине вскоре развелась со Стучевским и в 1945 г. в Яффе вышла замуж в третий раз за военного и будущего писателя Стэнли Гиллинсона, прибывшего в Палестину в отпуск. В 1946 г. родился их сын Клайв Гиллинсон, в дальнейшем виолончелист и музыкальный менеджер. Семья Гиллинсонов жила в Египте и Индии, где служил её муж, а с 1948 г. в Кении, где Стэнли Гиллинсон купил ферму после выхода в отставку. В начале 1950-х Реджайна Шейн-Гиллинсон развелась в третий раз и вместе с двумя детьми поселилась в Англии.
В 1950-е гг. играла в составе фортепианного Альфа-трио с пианисткой Натальей Карп и скрипачкой Генриеттой Кантер, начиная с 1956 г. выступала с Английским камерным оркестром и оркестром «Филармония», в 1968 и 1970 гг. гастролировала в Израиле. Жила в гражданском браке с архитектором Йозефом Бергером до его смерти в 1989 г.
Племянник, сын сестры Леоноры, — Бруно Шпёрри, швейцарский джазовый музыкант.